# 화암항 (울산 북구)
화암항은 울산광역시 북구 산하동에 있는 소규모 어항이다.

## 연혁
- 화암항은 어촌정주어항으로 울산광역시 북구청장이 지정 관리하여 오다가 2008년 9월 22일 어촌정주어항 지정이 해제되었다.[1]